# Lebbeus
Lebbeus is een geslacht van kreeftachtigen uit de klasse van de Malacostraca (hogere kreeftachtigen).

## Soorten
- Lebbeus acudactylus Jensen, 2006
- Lebbeus africanus Fransen, 1997
- Lebbeus antarcticus (Hale, 1941)
- Lebbeus balssi Hayashi, 1992
- Lebbeus bidentatus Zarenkov, 1976
- Lebbeus brandti (Bražnikov, 1907)
- Lebbeus brevicornis Komai, 2011
- Lebbeus brevirostris Chang, Komai & Chan, 2010
- Lebbeus carinatus Zarenkov, 1976
- Lebbeus catalepsis Jensen, 1987
- Lebbeus clarehannah McCallum & Poore, 2010
- Lebbeus comanthi Hayashi & Okuno, 1997
- Lebbeus compressus Holthuis, 1947
- Lebbeus cristagalli McCallum & Poore, 2010
- Lebbeus cristatus Ahyong, 2010
- Lebbeus curvirostris Zarenkov, 1976
- Lebbeus elegans Komai, Hayashi & Kohtsuka, 2004
- Lebbeus eludus Jensen, 2006
- Lebbeus fasciatus (Kobyakova, 1936)
- Lebbeus formosus Chang, Komai & Chan, 2010
- Lebbeus grandimanus (Bražnikov, 1907)
- Lebbeus groenlandicus (Fabricius, 1775)
- Lebbeus heterochaelus (Kobyakova, 1936)
- Lebbeus indicus Holthuis, 1947
- Lebbeus ketophilos Nye, 2013
- Lebbeus kuboi Hayashi, 1992
- Lebbeus laevirostris Crosnier, 1999
- Lebbeus lagunae (Schmitt, 1921)
- Lebbeus laurentae Wicksten, 2010
- Lebbeus longidactylus (Kobyakova, 1936)
- Lebbeus longipes (Kobyakova, 1936)
- Lebbeus manus Komai & Collins, 2009
- Lebbeus microceros (Krøyer, 1841)
- Lebbeus miyakei Hayashi, 1992
- Lebbeus mundus Jensen, 2006
- Lebbeus nudirostris Komai & Takeda, 2004
- Lebbeus pacmanus Komai, Tsuchida & Segonzac, 2012
- Lebbeus polaris (Sabine, 1824)
- Lebbeus polyacanthus Komai, Hayashi & Kohtsuka, 2004
- Lebbeus profundus (Rathbun, 1906)
- Lebbeus rubrodentatus Bruce, 2010
- Lebbeus saldanhae (Barnard, 1947)
- Lebbeus schrencki (Bražnikov, 1907)
- Lebbeus scrippsi Wicksten & Méndez G., 1982
- Lebbeus shinkaiae Komai, Tsuchida & Segonzac, 2012
- Lebbeus similior Komai & Komatsu, 2009
- Lebbeus speciosus (Urita, 1942)
- Lebbeus spinirostris (Kobyakova, 1936)
- Lebbeus splendidus Wicksten & Méndez G., 1982
- Lebbeus spongiaris Komai, 2001
- Lebbeus thermophilus Komai, Tsuchida & Segonzac, 2012
- Lebbeus tosaensis Hanamura & Abe, 2003
- Lebbeus unalaskensis (Rathbun, 1902)
- Lebbeus unguiculatus Chang, Komai & Chan, 2010
- Lebbeus ushakovi (Kobyakova, 1936)
- Lebbeus vinogradowi Zarenkov, 1960
- Lebbeus washingtonianus (Rathbun, 1902)
- Lebbeus wera Ahyong, 2009
- Lebbeus yaldwyni Kensley, Tranter & Griffin, 1987